# La Madre María (película de 1974)
La Madre María es una película de Argentina filmada en colores dirigida por Lucas Demare sobre su propio guion escrito en colaboración con Augusto Roa Bastos sobre una idea de Roa Bastos, Tomás Eloy Martínez, David José Kohon y Héctor Grossi que se estrenó el 4 de julio de 1974 y que tuvo como actores principales a Tita Merello, José Slavin, Hugo Arana y Patricia Castell.

## Sinopsis
Basada en la vida de María Salomé Loredo, figura famosa por sus sanaciones y la asistencia a los pobres de fines del siglo XIX y primera mitad del siglo XX.

## Reparto
- Tita Merello	... 	Madre María
- José Slavin	...Abogado
- Hugo Arana
- Patricia Castell
- María José Demare
- Alejandra Da Passano
- Adrián Ghio
- Tina Serrano
- Fernando Labat
- Bernardo Perrone
- Adriana Parets
- Cristina Murta
- Carlos Muñoz
- Marta Gam
- Beatriz Rosa Cassol
- Diana Ingro
- Horacio Nicolai
- Héctor Gance
- Rey Charol
- Sara Bonet
- Marcelo José
- Inés Murray
- Rogelio Romano
- Cayetano Biondo

## Comentarios
Agustín Mahieu en La Opinión escribió:

«Una pobre realización nacional, no alcanza a atrapar la esencia de un mito colectivo... Naufraga en la ficción poco imaginativa de un personaje fascinante.»

AC en El Día opinó:

«Irremediablemente superficial superpoblada de lugares comunes.»

Manrupe y Portela escriben:

«Aproximación simplista a un mito popular que pudo haber dado lugar a una obra distinta.»